# Sandra Hüller
Sandra Hüller, född  30 april 1978 i Suhl, Thüringen, Tyskland, är en tysk skådespelare.

## Biografi

### Uppväxt
Sandra Hüller föddes i Suhl men växte upp i Oberhof och Friedrichroda. Hon är den äldsta av två barn. Båda hennes föräldrar var lärare, fadern Reiner på en yrkesskola och modern Kornelia var läxhjälp. Som tonåring gick hon med i en teatergrupp och har sagt att hon samtidigt klippte sig kort och färgade håret rött. I gymnasiet hade hon sin scendebut i en uppsättning av Wir Voodookinder på festivalen Berliner Festspiele 1996.
1996 började Hüller studerade teater på Hochschule für Schauspielkunst Ernst Busch i Berlin varifrån hon examinerads 2003. Hon flyttade sen till Jena och spenderade två år på teatern Schauspiel. En medarbetare rekommenderade henne för en teater i Schweiz där hon var i ett år, fram till 2006.

### Karriär
En av Hüllers första roller var i den Hans-Christian Schmid regisserade Requiem (2006). Hon fick mottaga Silverbjörnen och Tyska filmpriset för Bästa kvinnliga skådespelare för sin insats. Mellan åren 2009 och 2015, då hon gjorde flera filmer, återvände hon också till teatern och syntes bland annat som Elizabeth I i Berlin. Hon var också med i en pjäs om Kurt Cobain och Courtney Loves liv. 2012 gick hon med i Münchner Kammerspiele i München.

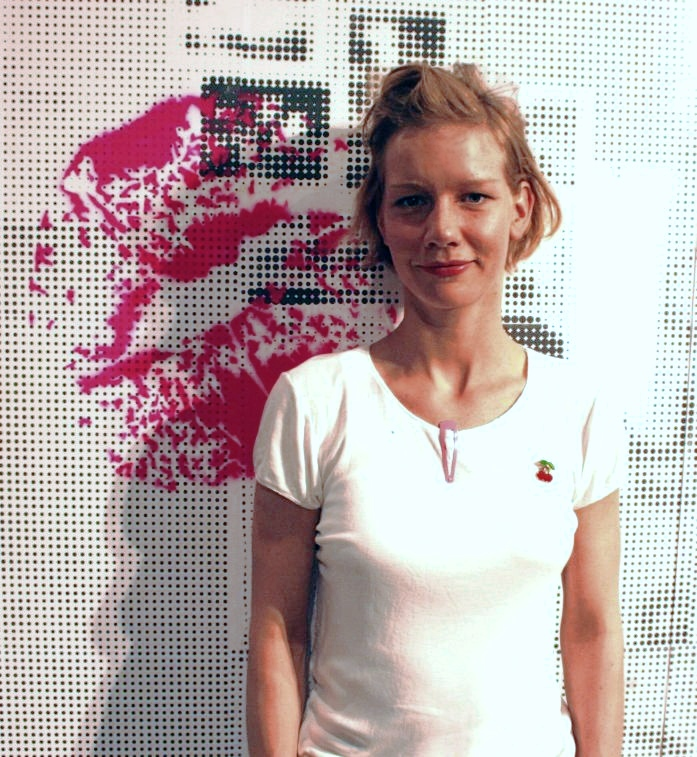
Sandra Hüller 2009.

Hüller skulle komma att få Tyska filmpriset återigen för sin roll i Finsterworld (2013), denna gång för bästa kvinnliga biroll. Hon skulle få ett stort nationellt och mindre internationellt genombrott med sin biroll i Min pappa Toni Erdmann (2016). Filmen blev kritikerrosad och vann flera priser. År 2018 blev hon i medlem i Schauspiel Bochum och spelade flera 
uppsättningar där. 2019 var hon med i en hyllad version av Hamlet där de hade bytt kön på alla karaktärer. Det året syntes hon också i de franska filmerna Sibyl och Proxima.
År 2023 var Hüller med i två av det årets mest omtalade filmer.  Justine Triet regisserade Fritt fall, där Hüller fick sitt stora internationella genombrott och blev både Oscarsnominerad och Golden Globe-nominerad för sin insats. Hon skulle komma att bli unisont hyllad och filmen vann guldpalmen på Cannes Filmfestival. I den brittiskt producerade The Zone of Interest spelar hon Rudolf Höss fru och skulle även där blir hyllad. Filmen blev även den Oscarsnominerad och vann för Bästa ljuddesign. På BAFTA skulle Hüller få nomineringar för båda filmerna. Hüller var också nominerad till ytterligare ett Tyska filmpriset för sin insats i den tyska svarta komedin Sisi & Ich det året.

## Privatliv
Hüller bor i Leipzig med sin dotter som är född 2011. Men hon har alltid ansett att Thüringen är hennes hem.
Hüller pratar tyska, engelska, franska och spanska.
Hüller är licenserad truckförare, vilket hon blev inför sin roll i filmen In den Gängen (2018).

## Filmografi i urval

### Film
| År   | Titel                                               | Roll                  | Notering   |
| ---- | --------------------------------------------------- | --------------------- | ---------- |
| 1999 | Nicht auf den Mund                                  | Daisy                 | Kortfilm   |
| 1999 | Midsommar Stories                                   | Beatrice              |            |
| 2006 | Requiem                                             | Michaela Klinger      |            |
| 2006 | Kühe lächeln mit den Augen                          | Julia                 |            |
| 2006 | Madonnen                                            | Rita                  |            |
| 2008 | Where in This World                                 |                       | Kortfilm   |
| 2008 | Anonyma – Eine Frau in Berlin                       | Steffi                |            |
| 2008 | Der Architekt                                       | Reh Winter            |            |
| 2009 | Roentgen                                            | Charlotte             | Kortfilm   |
| 2009 | Fly                                                 | Sarah                 | Kortfilm   |
| 2009 | Deutschland 09 – 13 kurze Filme zur Lage der Nation | Ulrike Meinhof        |            |
| 2009 | Fräulein Stinnes fährt um die Welt                  | Clärenore Stinnes     |            |
| 2009 | Henri 4                                             | Katarina av Bourbon   |            |
| 2010 | Brownian Movement                                   | Charlotte             |            |
| 2010 | Aghet – Ein Völkermord                              | Tacy Atkinson         | Dokumentär |
| 2011 | Über uns das All                                    | Martha Sabel          |            |
| 2012 | Fluss                                               | Moder                 | Kortfilm   |
| 2012 | Strings                                             | Moder                 |            |
| 2013 | Finsterworld                                        | Franziska Feldenhoven |            |
| 2014 | Vergiss mein Ich                                    | Frauke                |            |
| 2014 | Amour Fou                                           | Marie                 |            |
| 2016 | Min pappa Toni Erdmann                              | Ines Conradi          |            |
| 2017 | Don't                                               | Superhjälte           | Kortfilm   |
| 2017 | Fack ju Göhte 3                                     | Biggi Enzberger       |            |
| 2018 | In den Gängen                                       | Marion Koch           |            |
| 2018 | 25 km/h                                             | Tanja                 |            |
| 2019 | Sibyl                                               | Mika                  |            |
| 2019 | Proxima                                             | Wendy                 |            |
| 2019 | Exil                                                | Nora                  |            |
| 2020 | Sleep                                               | Marlene               |            |
| 2021 | Drömmannen                                          | Anställd              |            |
| 2021 | Munich – The Edge of War                            | Helen Winter          |            |
| 2022 | The Black Square                                    | Martha                |            |
| 2022 | Talking About the Weather                           | Clara                 |            |
| 2023 | Sisi & Ich                                          | Irma Sztáray          |            |
| 2023 | Fritt fall                                          | Sandra Voyter         |            |
| 2023 | The Zone of Interest                                | Hedwig Höss           |            |
| 2024 | Rose                                                | Rose                  |            |
| 2025 | Late Fame                                           | Gloria                | Kommande   |
| 2026 | Project Hail Mary                                   | Eva Stratt            | Kommande   |

### TV
| År   | Titel              | Roll           | Notering           |
| ---- | ------------------ | -------------- | ------------------ |
| 2011 | Der Kriminalist    | Conny Lojewski | Gästroll 1 avsnitt |
| 2013 | Pinocchio          | Fox            | 2 avsnitt          |
| 2014 | Polizeiruf 110     | Karen Wagner   | 1 avsnitt          |
| 2016 | Der Tatortreiniger | Silke Hansen   | 1 avsnitt          |